# Тема (списание)
Вижте пояснителната страница за други значения на Тема.
Тема е българско седмично списание по обществено-икономико-политически теми. Основано е през 2000 г.
От 2001 г. Петрол Холдинг е сред основните акционери в седмичното списание.
Спира да излиза на 1 август 2015 г.
Адрес (2011 г.):
София 1000, „бул. Витоша“ 19/ ул. „Денкоглу“ 19А